# Kościelec (Powiat Kolski)
Kościelec (deutsch Kirchdorf) ist ein Dorf und Sitz der gleichnamigen Landgemeinde in Polen. Der Ort liegt im Powiat Kolski der Woiwodschaft Großpolen.

## Gemeinde
Zur Landgemeinde Kościelec gehören weitere Ortsteile mit einem Schulzenamt.
Kościelec (1943–1945 Kirchdorf)
Białków Górny (1943–1945 Birkenau)
Białków Kościelny (1943–1945 Weißendorf)
Daniszew (1943–1945 Danow)
Dąbrowice (1943–1945 Eichen)
Dąbrowice Częściowe (1943–1945 Neueichen)
Dobrów (1943–1945 Wasserdamm)
Gąsiorów (1943–1945 Güstenau)
Gozdów (1943–1945 Gosten)
Leszcze (1943–1945 Erlenbruch)
Łęka (1943–1945 Brückeneck)
Mariampol
Police Mostowe (1943–1945 Neuwalden)
Police Średnie (1943–1945 Wiesental)
Ruszków Drugi
Ruszków Pierwszy (1943–1945 Ruskau)
Straszków (Straßdorf, 1943–1945 Schreckenhof)
Trzęśniew (1943–1945 Zittern)
Trzęśniew Mały
Tury (1943–1945 Auern)
Waki (1943–1945 Wakau)